# Sesto Tarquinio
Sesto Tarquinio (VI secolo a.C. – 509 a.C. o 496 a.C.) è stato il figlio dell'ultimo re di Roma, Tarquinio il Superbo.

## Biografia
Ultimo figlio di Tarquinio il Superbo e Tullia Minore, fratello di Tito Tarquinio e Arrunte Tarquinio.
D'accordo con il padre avrebbe simulato un finto esilio nella città di Gabii, affermando di voler sfuggire alla tirannia del padre. All'interno di Gabii sarebbe diventato uno dei cittadini più potenti. Avrebbe fomentato la discordia, tanto che alla fine la città si arrese a Roma con l'inganno, senza combattere.
(Floro, Epitoma de Tito Livio bellorum omnium annorum DCC, I, 7.7.)

### L'oltraggio su Lucrezia
Invaghitosi della nobildonna romana Lucrezia, moglie di Lucio Tarquinio Collatino, l'avrebbe violentata. L'episodio è addotto dalla tradizione come causa scatenante della cacciata dei Tarquini da Roma e dell'instaurazione della Repubblica romana.
Tito Livio racconta che Sesto Tarquinio, invitato a cena da Collatino, conobbe la nobildonna e se ne invaghì per la bellezza e la provata castità. Fu così preso dal desiderio di averla a tutti i costi. Qualche giorno più tardi, Sesto Tarquinio, all'insaputa di Collatino, andò a Collatia da Lucrezia che lo accolse in modo ospitale, non sapendo quali fossero le sue reali intenzioni. Terminata la cena, andò a coricarsi nella stanza degli ospiti. Nel pieno della notte, colto da estrema passione, decise di recarsi nella stanza di Lucrezia con la spada. La immobilizzò dicendole:
(Tito Livio, Ab Urbe condita libri, I, 58.)
La povera donna, colta da terrore, capì che rischiava la morte, mentre Sesto le dichiarava il suo amore, alternando suppliche a minacce. Vedendo che Lucrezia era irremovibile, la minacciò che l'avrebbe uccisa e che l'avrebbe disonorata, sgozzando un servo e mettendoglielo nudo accanto, facendo credere che avesse avuto un rapporto adulterino vergognoso. Lucrezia di fronte a una tale minaccia, cedette e acconsentì ad essere violata nell'onore. Sesto ripartì soddisfatto di quanto aveva compiuto.
In seguito a questi eventi la popolazione di Roma si ribellò e cacciò i Tarquini.
Tito Livio aggiunge che quando Tarquinio il Superbo, che ancora stava assediando Ardea, venne a sapere di questi avvenimenti, allarmato dal pericolo inatteso, partì per Roma per reprimere la rivolta. Bruto, allora, informato che il re si stava avvicinando, per evitare l'incontro, fece una breve diversione e raggiunse l'accampamento regio ad Ardea dove fu accolto con entusiasmo da tutti i soldati, i quali espulsero i figli del re, mentre a quest'ultimo venivano chiuse le porte in faccia e comunicata la notizia dell'esilio.

### Dopo la cacciata da Roma
Nel 504 a.C. fu nominato generale della città di Fidenae, per condurre lo scontro con i Romani, che si risolse in una sconfitta per i fidenati.
Due dei figli seguirono il padre in esilio a Cere (Cerveteri). Sesto Tarquinio invece, partito per Gabii, fu qui assassinato da coloro che si vendicarono delle stragi e razzie da lui compiute.
Secondo la versione di Dionigi, Sesto  morì invece durante la battaglia del lago Regillo, dove comandava un'ala dell'esercito dei Latini.
Sempre Dionigi racconta che nel 499 a.C., sotto il consolato di Tito Ebuzio Helva e Gaio Veturio Gemino Cicurino, Signia (Segni) resistette a un tentativo di attacco portato da un contingente di Latini condotti da Sesto Tarquinio, nell'ambito delle azioni intraprese dai Tarquini per sollevare i Latini contro Roma, azioni che avrebbero avuto il loro epilogo militare nella battaglia del Lago Regillo.